# 莫狄
莫狄（英語：Johnny Murtagh；1970年5月14日—），前愛爾蘭騎師，生於米斯郡納文。

## 簡歷
1989年開始從騎，跟隨練馬師岳斯，成為愛爾蘭冠軍見習騎師。1995年首次勝出分級賽，後來成為了岳伯仁的副手騎師，2007年主力騎師范義龍檢驗違禁品，停賽18個月。在2008年替岳伯仁馬房取得好成績。2011年脫離巴利多爾馬房獨立，但仍成為愛爾蘭冠軍騎師。
2014年2月25日宣佈結束騎師生涯。並且正式成為練馬師。

## 主要勝出賽事
由於勝出賽事眾多，在此只能列出重要的一級賽：
- 愛爾蘭一千堅尼
- 愛爾蘭二千堅尼
- 愛爾蘭冠軍錦標
- 愛爾蘭打吡
- 達德索金盃
- 二千堅尼錦標
- 葉森打吡
- 聖詹姆斯皇宮錦標[2]
- 雅士谷金盃
- 日蝕大賽
- 冠軍錦標
- 凱旋門大賽
- 香港瓶
- 育馬者盃一哩大賽
- 育馬者盃草地大賽
- 阿聯酋打吡

## 成就
- 國際騎師錦標賽冠軍 - (1) - (2009年)